# Bermudu Divstūris
Bermudu Divstūris è un duo musicale lettone formatosi nel 2011. È costituito dai rapper Bicepss e Tricepss.

## Storia del gruppo
Nato come progetto umoristico parallelo al duo Musiqq, hanno pubblicato il loro album in studio d'esordio Ballējam neguļam, premiato con il Zelta Mikrofons al miglior album hip hop o dance, nel novembre 2014.
Zaudējam brāli (2017) è stato riconosciuto col Zelta Mikrofons alla canzone dell'anno e ha trainato l'uscita del secondo LP Ballplēsis (2018), avvenuta nel luglio 2018; il disco è entrato al 13º posto della classifica nazionale. Il singolo Roku okeāns (2018) si è conteso il Zelta Mikrofons all'Origo Zelta dziesma. #Sarkanbaltsarkanais (2019), invece, si è invece guadagnato il premio nel febbraio 2020.
Hanno partecipato a Supernova con l'inedito Bad nel tentativo di rappresentare la Lettonia all'Eurovision Song Contest 2022. Vidēji glīts, il loro terzo LP, è stato messo in commercio nella prima metà dell'anno; Līgava e l'estratto omonimo sono stati certificati oro dalla Latvijas Izpildītāju un producentu apvienība per le oltre 40 000 unità vendute ciascuno. Nel mese di settembre hanno tenuto un concerto presso l'Arena Riga.
Hanno ricevuto quattro candidature in due categorie alla gala musicale lettone più prestigiosa qualche mese dopo; alla cerimonia, Brāl' ar dzīvi nekaulē ha ottenuto il premio alla hit più riprodotta in streaming. La canzone, una delle prime tre a ricevere la certificazione di doppio platino dalla LaIPA per gli oltre 8 milioni di stream equivalenti, si è fermata in vetta alla Latvijas straumētāko singlu durante l'estate 2023.
Nel gennaio 2025 hanno conseguito la loro secondo numero uno col successo Flamingo (2024), prodotto da DJ Guano, che ha raggiunto il picco di popolarità durante il Capodanno.

## Formazione
- Bicepss (Marats Ogļezņevs) – voce
- Tricepss (Emīls Balceris) – voce

## Discografia

### Album in studio
- 2014 – Ballējam neguļam
- 2018 – Ballplēsis
- 2022 – Vidēji glīts
- 2023 – Nogurstam septiņos cēlienos
- 2025 – Flamingo

### Singoli
- 2012 – Disko
- 2014 – Tequila Bomb
- 2014 – Sniega pika
- 2016 – Tuk-Tuk
- 2016 – Muļķības
- 2017 – RamPampam
- 2017 – Zaudējam brāli
- 2017 – Šūpojam masas
- 2018 – Roku okeāns
- 2019 – Riņķi
- 2019 – Ballējam izguļam
- 2019 – #Sarkanbaltsarkanais
- 2020 – Ne man Gucci, ne man Nike
- 2020 – Rododendri
- 2021 – Freona meitene
- 2022 – Bad
- 2022 – Līgava (feat. Auļi)
- 2022 – Vidēji glīts (feat. Olga Rajecka)
- 2022 – Čuk-čuk (Čuhņa)
- 2023 – Dakteris Dre
- 2023 – Laim' uz mana rēķin'
- 2023 – Jaunībā dienu vēl daudz
- 2023 – Nokrišņu zona
- 2023 – Palmas
- 2023 – Brāļi te
- 2023 – Vilka sirds
- 2023 – Nogurstam
- 2023 – Mega Cool
- 2024 – No bueno
- 2024 – We Rule the Game
- 2024 – Fiasko
- 2024 – Flamingo (feat. DJ Guano)
- 2025 – Minimums